# باول كولينز (كاتب أسترالي)
باول كولينز (بالإنجليزية: Paul Collins)‏ هو مؤرخ وكاتب أسترالي، ولد في 1940.